# Служба государственных доходов Латвии
Служба государственных доходов Латвии (СГД; латыш. Valsts ieņēmumu dienests, VID) — государственный налоговый департамент Латвии. Находится в прямом подчинении Министерства финансов. СГД обеспечивает учёт налоговых платежей и налогоплательщиков, взимание государственных налогов, пошлин и других установленных государством обязательных платежей на территории Латвийской Республики, а также взимает налоги, пошлины и другие обязательные платежи в бюджет Европейского союза, осуществляет таможенную политику и ведет таможенные дела.

## История
СГД была создана 28 октября 1993 года на основании закона «О Службе государственных доходов», в результате объединения Таможенного департамента Министерства финансов и Государственной финансовой инспекции. В 2001 году сдана в эксплуатацию Система электронного декларирования (СЭД). В 2009 году ликвидированы территориальные учреждения СГД и начато создание одноуровневой структуры.
В 2014 году структурные подразделения СГД переехали в новое, специально построенное здание на ул. Талеяс, 1. 5 января 2015 года там же открыт первый Единый государственный центр обслуживания клиентов в Латвии.

## Генеральные директора СГД
- С сентября 2022 года — 2023 и.о. гендиректора СГД Индра Карклиня [2]
- С 14 ноября 2016 года 2016 года по 10 марта 2018 года — Илзе Цируле
- С 22 октября 2013 года по 14 ноября 2016 — Инара Петерсоне[3]
- С марта 2010 по 10 июля 2013 года
- С июля 2013 по июнь 2016 года — Инара Петерсоне
- С 14 ноября 2016 по март 2018 года — Илзе Цируле
- С 5 февраля 2019 года по сентябрь 2022 года — Иева Яунземе